# Slavia Orientalis
«Slavia Orientalis» — польський славістичний квартальник, присвячений мовно-літературним і фольклористичним проблемам східних слов'ян, видаваний з 1957 року Комітетом слов'янознавства Польської АН у Варшаві замість журналу «Kwartalnik Instytutu Polsko-Radzieckiego», що з'являвся від 1952 (включав і політ.-іст. матеріал).
«Slavia Orientalis» містив і праці польських україністів (З. Штібера, М. Юрковського, М. Лесева, Т. Голинської-Баранової, П. Зволінського, В. Вітковського, М. Якубєца, Ф. Нєуважного, С. Козака й ін.) та українців з-за кордону (О. Зілинського, М. Неврлі, Дж. Паульса й ін.), обговорював українські книжкові появи в УССР, частково (1972 — 75) й еміграційні.